# Stenopterygiidae
Los estenopterígidos (Stenopterygidae) son es una familia de ictiosaurios, un grupo de reptiles marinos extintos pisciformes. Se distinguen de los otros ictiosaurios por la disposición de los huesos de las aletas y por la unión amplia de las aletas en el cuerpo.